# بان أم الرحلة 830
بان أم الرحلة 830 هي رحلة طيران أمريكية أقلعت من طوكيو إلي لوس أنجلوس عبر هونولولو في 11 أغسطس 1982 وكانت تحمل علي متنها 264 راكبا و10 من أفراد الطاقم وكانت من طراز بوينغ 747-121 تابعة خطوط بان أمريكان العالمية وقد قتل في الحادث شخص واحد فقط ونجا 273 شخصا وجرح 16 شخصا عندما أنفجر قنبلة وتحطمت في المحيط الهادي علي بعد 52 كم شمالي غرب هونولولو في الولايات المتحدة وبعد 8 سنوات أنفجر طائرة بوينغ 747-121 التابعة لبان أميركان الرحلة 103 فوق قرية لوكربي في اسكتلندا وقد مات في الحادث 270 شخصا من بينهم 11 شخصا علي الأرض.
ما زالت السلطات الأمريكية تحاول القبض على أحد منفذي العملية حسين العمري.